# Liste der Naturdenkmale in Zimmern unter der Burg
| Naturdenkmale | Anzahl |
| ------------- | ------ |
| FND           | 1      |
| END           | 0      |
| Gesamt        | 1      |

Die Liste der Naturdenkmale in Zimmern unter der Burg nennt die verordneten Naturdenkmale (ND) der im baden-württembergischen Zollernalbkreis liegenden Gemeinde Zimmern unter der Burg. In Zimmern unter der Burg gibt es insgesamt ein als Naturdenkmal geschütztes Objekt, es handelt sich um ein flächenhaftes Naturdenkmal (FND), es gibt kein Einzelgebilde-Naturdenkmal (END).
Stand: 1. November 2016.

## Flächenhafte Naturdenkmale (FND)
| Name                         | Bild | Kennung     | Einzelheiten           | Position | Fläche Hektar | Datum         |
| ---------------------------- | ---- | ----------- | ---------------------- | -------- | ------------- | ------------- |
| Tongrube im Schafhof-Allmend | BW   | 84170780009 | Zimmern unter der Burg | ⊙        | 4,9           | 24. Juni 1991 |
| Legende für Naturdenkmal     |      |             |                        |          |               |               |